# Љубичице (ТВ филм)
„Љубичице” је југословенски ТВ филм из 1975. године. Режирао га је Миленко Маричић а сценарио је написао Бранислав Димитријевић.

## Улоге
| Глумац                  | Улога           |
| ----------------------- | --------------- |
| Неда Спасојевић         | Драгиња         |
| Михајло Костић Пљака    | Албатрос        |
| Петар Краљ              | Андрија         |
| Александар Берчек       | Петко, новинар  |
| Стојан Дечермић         | Бошко, новинар  |
| Слободан Ђурић          | Потпуковник     |
| Томанија Ђуричко        | Драгињина мајка |
| Божидар Павићевић Лонга | Четник          |
| Рамиз Секић             | Митар           |